# AAGAB
AAGAB (англ. Alpha and gamma adaptin binding protein) — білок, який кодується однойменним геном, розташованим у людей на короткому плечі 15-ї хромосоми. Довжина поліпептидного ланцюга білка становить 315 амінокислот, а молекулярна маса — 34 594.
| 10         |  | 20         |  | 30         |  | 40         |  | 50         |
| ---------- |  | ---------- |  | ---------- |  | ---------- |  | ---------- |
| MAAGVPCALV |  | TSCSSVFSGD |  | QLVQHILGTE |  | DLIVEVTSND |  | AVRFYPWTID |
| NKYYSADINL |  | CVVPNKFLVT |  | AEIAESVQAF |  | VVYFDSTQKS |  | GLDSVSSWLP |
| LAKAWLPEVM |  | ILVCDRVSED |  | GINRQKAQEW |  | CIKHGFELVE |  | LSPEELPEED |
| DDFPESTGVK |  | RIVQALNANV |  | WSNVVMKNDR |  | NQGFSLLNSL |  | TGTNHSIGSA |
| DPCHPEQPHL |  | PAADSTESLS |  | DHRGGASNTT |  | DAQVDSIVDP |  | MLDLDIQELA |
| SLTTGGGDVE |  | NFERLFSKLK |  | EMKDKAATLP |  | HEQRKVHAEK |  | VAKAFWMAIG |
| GDRDEIEGLS |  | SDEEH      |  |            |  |            |  |            |

A: Аланін

C: Цистеїн

D: Аспарагінова кислота

E: Глутамінова кислота

F: Фенілаланін

G: Гліцин

H: Гістидин

I: Ізолейцин

K: Лізин

L: Лейцин

M: Метіонін

N: Аспарагін

P: Пролін

Q: Глутамін

R: Аргінін

S: Серин

T: Треонін

V: Валін

W: Триптофан

Кодований геном білок за функцією належить до фосфопротеїнів. 
Задіяний у таких біологічних процесах, як транспорт, транспорт білків, альтернативний сплайсинг. 
Локалізований у цитоплазмі.